# Baltimore Sportif Club
El Baltimore Sportif Club és un club haitià de futbol de la ciutat de Saint-Marc.
Fou fundat l'1 d'agost de 1974.

## Palmarès
- Campionat Nacional: [3]
  - 2004-05 Cl, 2005-06 Ob, 2007 Ob, 2011 Ob

- Copa haitiana de futbol: [4]
  - 2006, 2013

- Trophée des Champions d'Haïti: [4]
  - 2007, 2011, 2013